# X10

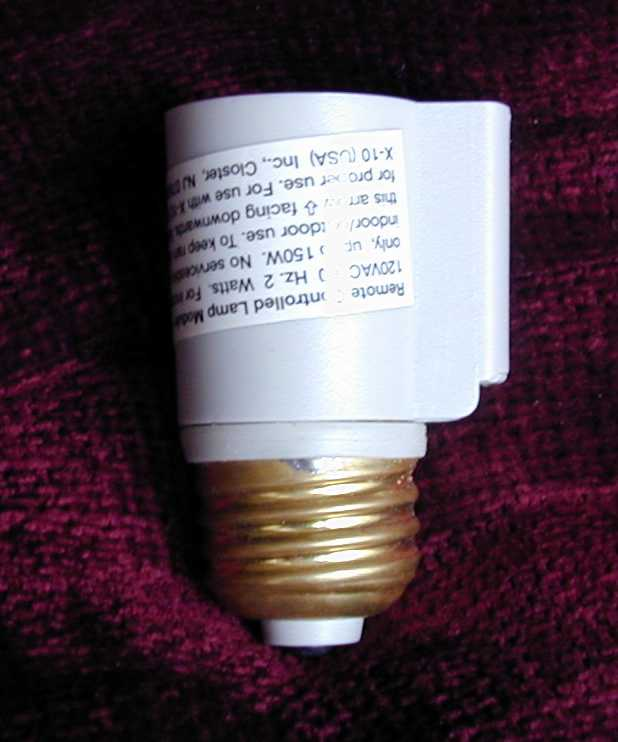
Модуль X10: модуль ламповий у вигляді патрона

X10 — міжнародний відкритий промисловий стандарт, який використовують для зв'язку електронних пристроїв у системах домашньої автоматизації. Визначає методи та протокол передавання сигналів керування електронними модулями, до яких підключено побутові прилади, з використанням звичайної електропроводки або бездротових каналів.
Стандарт X10 розробила 1975 року компанія Pico Electronics (Гленротс, Шотландія) для керування побутовими електроприладами.
Нині стандарт залишається одним із найпопулярніших, хоча є низка альтернатив із ширшими можливостями: KNX, Insteon, BACnet та LonWorks.

## Лінії зв'язку
Для зв'язку між модулями мережі X10 використовується звичайна домашня електрична мережа. Закодовані цифрові дані передаються за допомогою радіочастотного імпульсу спалаху частотою 120 кГц, тривалістю 1 мс та синхронізовані з моментом переходу змінного струму через нульове значення. За один перехід через нуль передається один біт інформації. Приймач також формує вікно очікування поблизу переходу напруги через 0. Розмір вікна — 200 мкс. Наявність імпульсу спалаху у вікні — логічна «1», відсутність — логічний «0».
Самі модулі мережі зазвичай просто вставляють у розетку, хоча існують складніші вбудовувані модулі для вимикачів, патронів тощо.
Відносно висока несна частота не дозволяє сигналу поширюватися через трансформатори або між фазами в багатофазних мережах і мережах із розщепленою фазою. У мережах із розщепленою фазою для передавання сигналу з фази на фазу може використовуватися звичайний конденсатор, але в багатофазних мережах і тих мереж із розщепленою фазою, де простого конденсатора мало, необхідно використовувати активний повторювач. При передаванні сигналу з фази на фазу необхідно враховувати згадану вище умову — передавання біта починається при перетині нуля. Саме тому при переході з фази на фазу сигнал зсувається на 1/6 періоду.
Важливим моментом також є можливість блокування сигналів за межами дії мережі, щоб, наприклад, модулі однієї мережі X10 не впливали на мережу X10 у сусідньому будинку. В такому разі для блокування сигналів використовують індуктивний фільтр.

## Протокол X10
Передаваний мережею пакунок складається з адреси і команди, які надсилає контролер керованому модулю. Складніші контролери також можуть опитувати такі ж керовані модулі про їх стан. Цей стан може бути досить простим («ввімкнено» або «вимкнено»), вказувати числове значення (поточне значення яскравості, температури або дані інших датчиків) тощо.
Незалежно від середовища передавання (електрична мережа чи радіосигнал), пакунки X10 складаються з:
- 4 біти — код будинку;
- 4 біти — код модуля (може бути задано кілька модулів);
- 4 біти — команда.

Щоб уникнути плутанини та для зручності користувачів, код будинку задають латинськими літерами від A до P, а код модуля — цифрами від 1 до 16.
Коли мережу X10 встановлено, кожен модуль налаштовують так, щоб він відгукуватися на одну з 256 можливих адрес (16 кодів будинків × 16 кодів модулів = 256). Кожен модуль реагує лише на команди, надіслані безпосередньо йому, та на кілька широкомовних команд.
Наприклад, через мережу може прийти повідомлення виду: «модуль A3» а за ним команда «увімкнутися» (turn on), що змушує модуль A3 увімкнути приєднаний до нього пристрій. Кількома модулями керують повідомленнями виду: «модуль A3», «модуль A15» і «модуль A4», а потім команда «увімкнутися». Результат — усі згадані модулі повинні увімкнути приєднані до них пристрої.
Варто зазначити, що немає обмеження на використання більш ніж одного коду будинку в разі перерахування, однак, широкомовні команди виду «увімкнути все світло» або «вимкнути всі модулі» впливають лише на модулі з одним кодом будинку. Таким чином, коди будинків можна використати для розподілу мережі X10 на окремі зони.

## Радіоканал

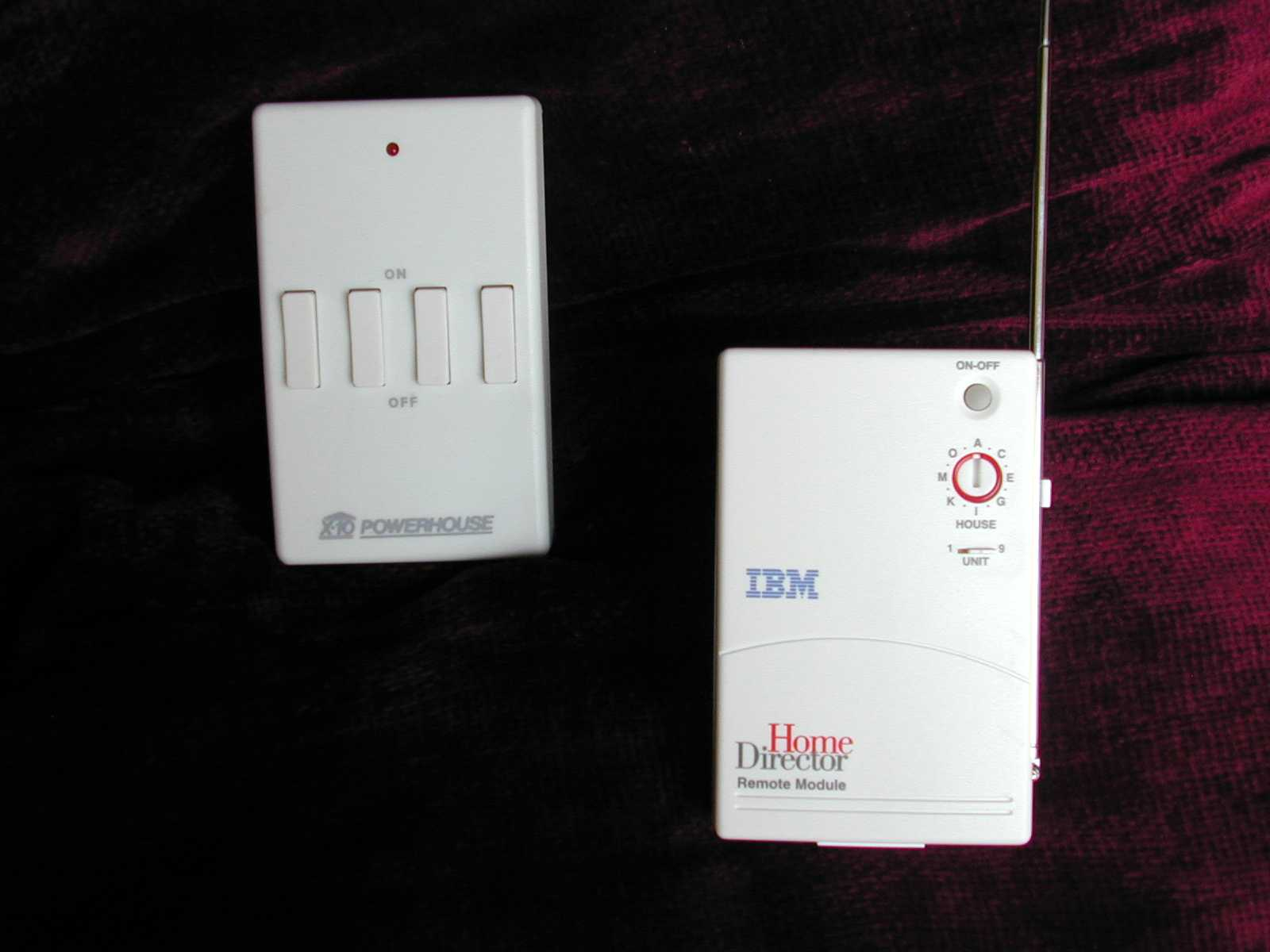
Чотириканальний радіовимикач та ретранслятор радіосигналу у провідну мережу

Для забезпечення роботи бездротових пультів, перемикачів та інших пристроїв розроблено протокол використання радіоканалу. Бездротові пристрої передають по радіо пакунки даних, майже ідентичні переданим провідною мережею. Для передавання використовують частотe 310 МГц у США та 433 МГц у Європі. Ресивер, підключений до звичайної електромережі, передає отримані по радіо команди у стандартну мережу X10.

## Недоліки
- Протокол X10 дуже повільний. Передавання адреси пристрою та команди триває близько 3/4 секунд. Це може бути непомітним за використання настільного контролера, але стає відчутним за використання двостороннього зв'язку або під час керування інтелектуальним контролером (наприклад, підключеним до комп'ютера), особливо під час керування кількома пристроями.

- У мережі X10 може передаватися лише одна команда в конкретний момент часу. Якщо одночасно передавати дві чи більше команд, виникають колізії: команди не будуть коректно прийняті або будуть виконані хибні дії.

- Пристрої захисного вимкнення можуть послаблювати сигнал настільки, що його не буде прочитано.

- Деякі блоки живлення, використовувані в сучасній апаратурі (комп'ютерах, телевізорах, ресиверах), можуть «з'їдати» команди мережі X10, які проходять мережею. Це відбувається через використання на вході блоків живлення конденсаторів, які створюють низький опір високочастотному сигналу, згладжуючи сигнал. Для подібних пристроїв існують вхідні фільтри, які дозволяють пакункам X10 безперешкодно проходити повз подібні пристрої.

- Деякі модулі X10 некоректно працюють (або не працюють взагалі), якщо керують пристроєм із низьким споживанням енергії (менше 50 Вт), наприклад, люмінесцентними лампами.